# 卡斯特隆伊什-迪塞佩达
卡斯特隆伊什-迪塞佩达是葡萄牙波尔图区的一个堂区。总面积3.69平方公里，总人口7299人，人口密度1978人/平方公里。